# Однозернянка культурная
Однозернянка культурная, или пшеница однозернянка (лат. Triticum monococcum) —  вид злаков из рода пшеницы, известен только в культуре, одна из древнейших культур.
Диплоидный вид плёночной пшеницы, с жёсткой шелухой, плотно прилегающей к зерну.
В настоящее время изредка возделывается как пищевое растение, выращивается на опытных участках, встречается как примесь среди посевов других видов пшениц.

## История культивирования

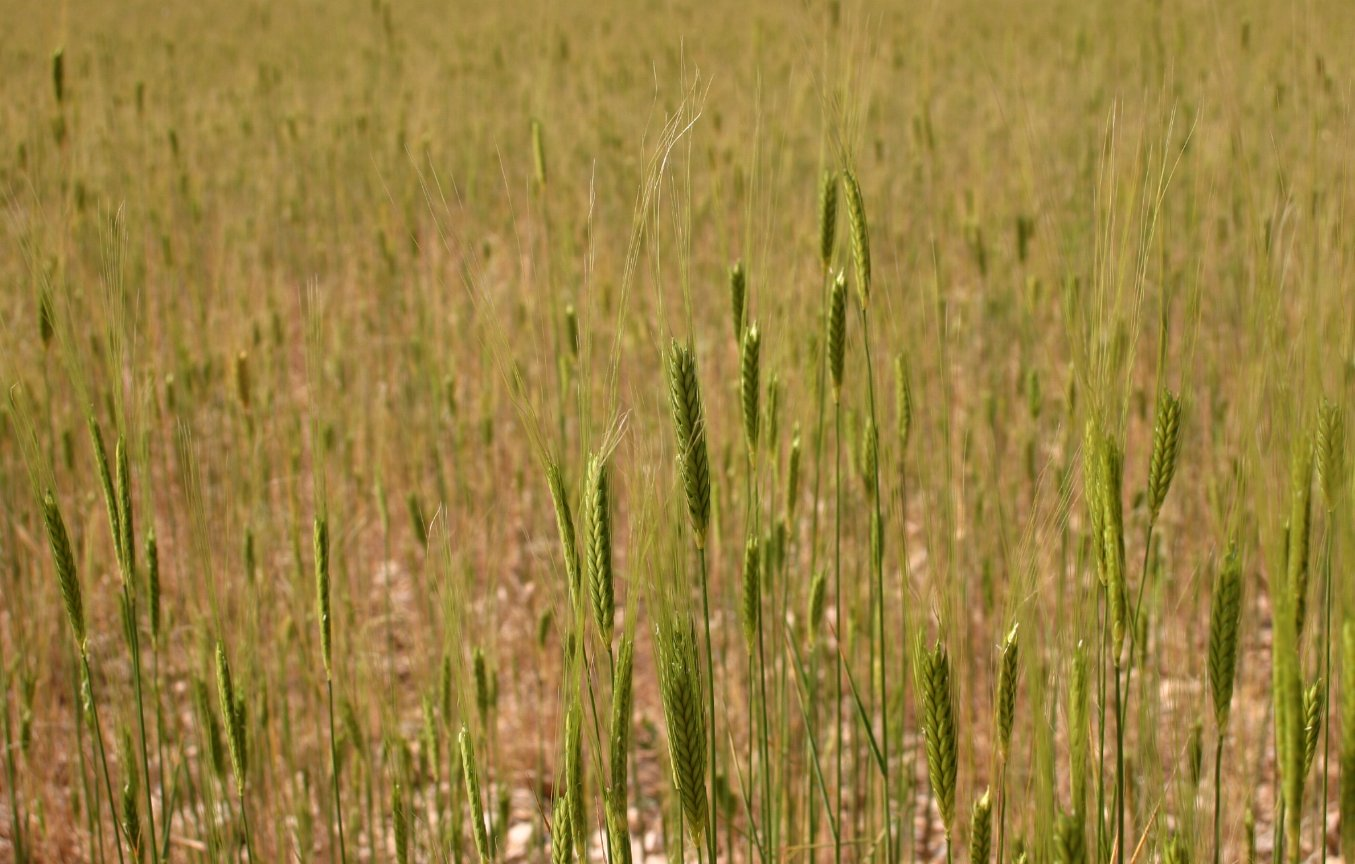
Triticum monococcum колосится на полях, Франция

Однозернянка — одна из наиболее ранних культивируемых форм пшеницы на Ближнем Востоке, наряду с двузернянкой (T. dicoccum). Зёрна однозернянки обнаружены при раскопках эпипалеолитических стоянок Плодородного Полумесяца. Впервые однозернянка была окультурена около 9000 лет назад в период докерамического неолита. Данные ДНК показывают, что однозернянка была впервые одомашнена в регионе близ Караджадага на юго-востоке Турции, где археологами обнаружено большое количество аграрных поселений докерамического неолита B. Объём культивации однозернянки снизился в эпоху бронзового века. На российских археологических памятниках эпохи средневековья однозернянка отмечена в причерноморском регионе Северного Кавказа, а также в Волго-Уральском регионе — на Болгарском городище и памятниках чепецкой культуры. В настоящее время однозернянка — реликтовый злак, который выращивается весьма редко и в немногих местах — например, в горных районах Франции, Марокко, бывшей Югославии, в Турции и ряде других стран — обычно для производства булгура (пшеничной крупы) или на корм скоту. Однозернянка хорошо выживает на бедной почве, где другие сорта пшеницы жить не могут.

## Данные о глютеновой токсичности
В отличие от современных культурных видов пшеницы, имеются данные, что белок глиадин, содержащийся в однозернянке Triticum monococcum, возможно, не является токсичным для людей, страдающих целиакией. Таким образом, однозернянка, возможно, может быть включена в состав диеты, не содержащей глютенов.

## Таксономия
Triticum monococcum L.,  Species Plantarum 1: 86 Архивная копия от 15 сентября 2021 на Wayback Machine. 1753.
Описан по европейским культивируемым экземплярам.

### Синонимы
- Nivieria monococca (L.) Ser., Ann. Sci. Phys. Nat. Lyon 5: 114. 1842.
- Triticum vulgare convar. monococcum (L.) Alef., Landw. Fl.: 333. 1866.
- Triticum monococcum var. vulgare Körn. in F.A.Körnicke & H.Werner, Handb. Getreidebaus 1: 111. 1885, not validly publ.
- Triticum sativum subsp. monococcum (L.) Voss, Vilm. Blumengärtn. ed. 3, 1: 1218. 1896.
- Triticum monococcum subsp. cereale Asch. & Graebn., Syn. Mitteleur. Fl. 2(1): 702. 1901, not validly publ.
- Triticum aestivum var. monococcum (L.) L.H.Bailey, Gentes Herbarum 1: 133. 1923.
- Crithodium monococcum (L.) Á.Löve, Feddes Repert. 95: 490. 1984.

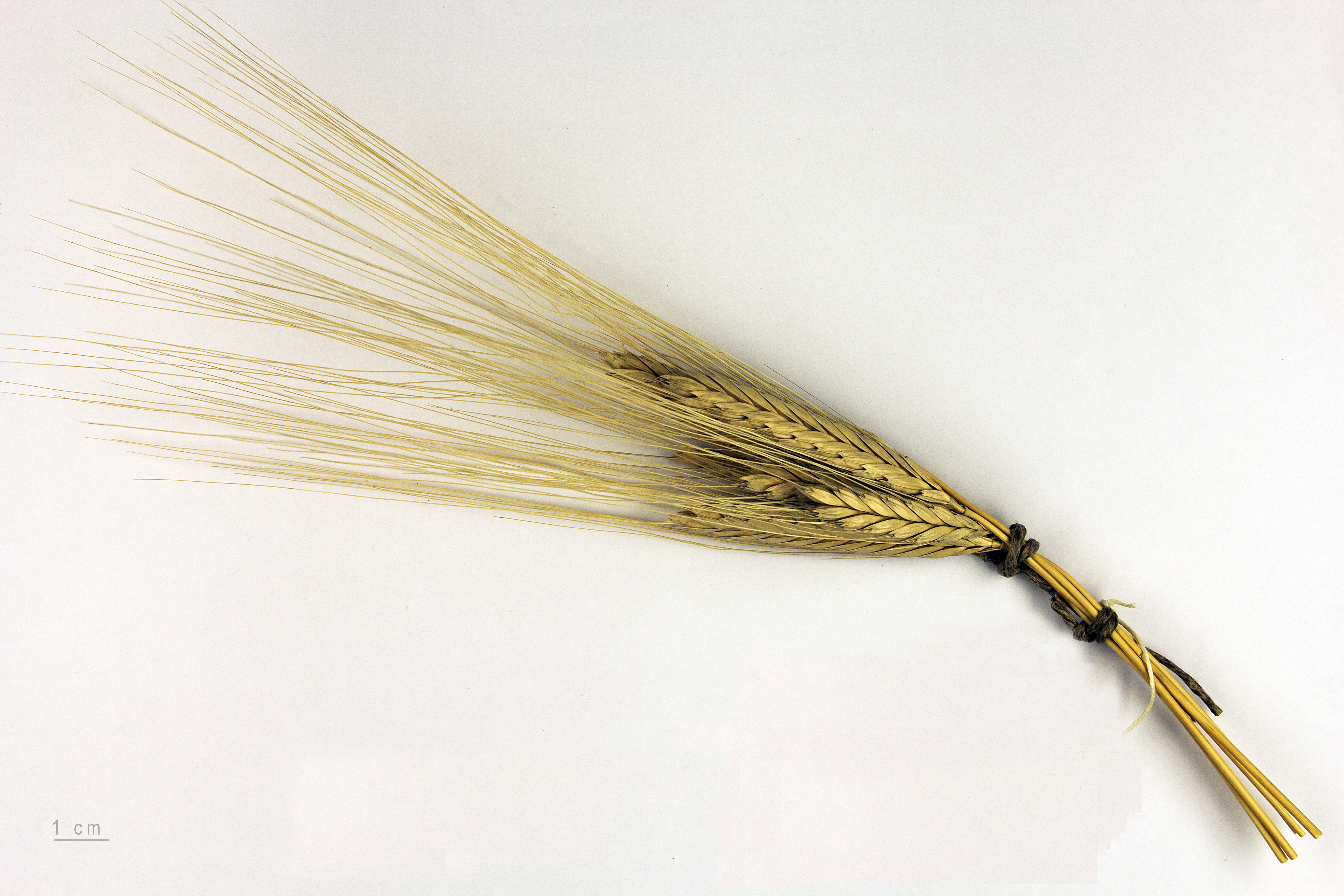
Triticum monococcum - Тулузский музей